# Свиридовы
Свиридовы — дворянский род.
Опричниками Ивана Грозного числились: Юшка и Иван Ивановичи, Олег, Василий и Иван Владимировичи, Михаил и Михаил Андреевичи, Дементий, Иван Свиридовы (1573).
Известно несколько родов дворян Свиридовых. Один из старейших — потомки ряжских служилых людей Свиридовых с середины XVI века. Причислены к дворянским родословным книгам нескольких губерний. Рязанские Свиридовы известны с начала XVII века, это ветвь от ряжских Свиридовых. В ДРК VI части причислены в 1794 году (2 рода).

## Описание герба
Щит поделен серебряным волнообразным поясом. В верхней лазуревой части накрест золотые кирка и молот. В нижней червленой части накрест золотые изогнутый меч и шпага.
На щите дворянский коронованный шлем. Нашлемник: пять страусовых перьев, из коих среднее — серебряное, второе — лазуревое, четвёртое — червленое, крайние золотые. Намёт на щите справа лазуревый с золотом, слева червлёный с золотом. Девиз: «Правдою и честью» золотыми буквами на лазуревой ленте.

## Известные представители
- Свиридов Савва Никифорович — московский дворянин (1681—1692).
- Свиридов Иван Никифорович — стряпчий (1692)[3].
- Свиридов Дмитрий Васильевич (1812—1874) — генерал-майор, участник Кавказской войны.